# Tandy Radio Shack 1000 SX
Tandy Radio Shack 1000 SX (1000 SX) је кућни рачунар, производ фирме Тенди (Tandy Radio Shack) који је почео да се израђује у САД током 1986. године.
Користио је Intel 8088 као централни микропроцесор а RAM меморија рачунара 1000 SX је имала капацитет од 384 KB (до 640 KB). 
Као оперативни систем кориштен је MS-DOS 3.22. DeskMate II, GW Microsoft Basic су били укључени са системом.

## Детаљни подаци
Детаљнији подаци о рачунару 1000 SX су дати у табели испод.
|                       |                                                                                             |
| [ 1 ]                 |                                                                                             |
| Произвођач            | Тенди                                                                                       |
| Тип                   | кућни рачунар                                                                               |
| Меморија              | 384 (до 640 KB)                                                                             |
| Поријекло             | Сједињене Америчке Државе                                                                   |
| Година                | 1986                                                                                        |
| Тастатура             | Тастатура са пуним помаком тастера, 90 тастера, 12 функцијских тастера, нумеричка тастатура |
| Процесор              |                                                                                             |
| Фреквенција процесора | 4,77 / 7,16                                                                                 |
| RAM                   | 384 (до 640 KB)                                                                             |
| ROM                   |                                                                                             |
| Текст                 | 80 x 25 / 40 x 25                                                                           |
| Графика               | CGA/TGA, 160 x 200, 320 x 200, 640 x 200                                                    |
| Боја                  | 16 предњих боја + 8 позадинских боја                                                        |
| Звук                  | 3 гласа + 1 звучни канал                                                                    |
| Димензије             | 354 x 290 x 97 / 31 фунти                                                                   |
| Портови               |                                                                                             |
| Оперативни систем     | укључени са системом                                                                        |